# Манојло II Палеолог
Манојло II Палеолог (грч. Μανουήλ Β΄ Παλαιολόγος; Цариград, 27. јун 1350 — Цариград, 21. јул 1425. ) је био византијски цар (1391—1425) и други син и савладар (1373—1391) цара Јована  (1341—1376, 1379 — 1390, 1390 — 1391) и царице Јелене Кантакузин. Подржавао је владавину свог оца у сукобу са осталим претендентима на престо и у његово име је покушао да добије помоћ Запада, али без успеха. После неуспешног пуча његовог старијег брата цара Андроника  проглашен је за савладара, да би после његових поновних покушаја да преузме власт активно учествовао у његовом слому. Након тих дешавања је према условима мира био послат као талац на османски двор на коме је био приморан да учествује у османском заузећу византијске Филаделфије, али је и поред тога његово држање и понашање оставило велики утисак на Османлије о чему сведочи и изјава султана Бајазита  који је рекао да и они који не би знали да је цар, по његов држању и наступу би им то постало јасно. После очеве смрти 1391. године преузео је власт над Византијом, али се ускоро 1394. године суочио са опсадом (блокадом) Цариграда, током које је 1399. године напустио престоницу и отишао на Запад да проба да нађе војну помоћ, оставивши град и царство на управу свом братанцу цару Јовану . Иако је био добро примљен, није успео да добије помоћ и вратио се у Цариград 1403. године после османске пропасти код Ангоре 1402. године. Наредне деценије мира са Османском империјом, цар Манојло II је искористио да прошири морејку деспотовину на Пелопонезу, којом је владао његов брат деспот Теодор  (1383—1407). Заузећем Коринта 1404. године, стекли су се услови да се изнова подигне бедем Хексамилеон на коринстком земљоузу у дужини од 6 миља што је изведено за само двадесет и пет дана. После смрти султана Мехмеда I је неуспешно покушао да се уплете у сукобе османских принчева око власти, због чега је нови султан Мурат II опсео Цариград 1422. године. Од 1421. године за свог савладара је именовао најстаријег сина цара Јована (VIII), који је током османске опсаде напустио град и отишао на запад у покушају да пронађе помоћ, док је управу градом са позиције намесника оставио млађем брату деспоту Константину (XI). Османлије и овог пута нису заузеле Цариград, али је већ остарели цар Манојло II непосредно након тога доживео тежак мождани удар и своје последње године је провео скоро потпуно парализован. Био је ожењен ћерком српског велможе Константина Драгаша, царицом Јеленом са којом је имао већи број синова који су управљали царством од његове смрти до његове коначне пропасти средином 15. века.

## Биографија
Манојло II Палеолог (Грчки: Μανουὴλ Παλαιολόγος, романизовано: Manouēl Palaiológos; 27. јун 1350 – 21. јул 1425) био је византијски цар од 1391. до 1425. године. Непосредно пре смрти замонашен је и добио име Матеј (Ματθαιος). Његова супруга царица Јелена Драгаш побринула се да њихови синови, Јован VIII и Константин XI, постану цареви. Грчка православна црква га прославља 21. јула.

## Живот
Мануел II Палеолог је био други син цара Јована V Палеолога и његове жене царице Јелене Кантакузин. Добио је титулу деспота од оца, будући цар Манојло II је путовао на запад да тражи подршку за Византијско царство 1365. и 1370. године, служио је као гувернер у Солуну од 1369. године. Неуспели покушај узурпације његовог старијег брата цара - савладара Андроника IV Палеолога 1373. године, довео је до тога да је деспот Манојло проглашен за наследника и цара - савладара свога оца. Крунисан је 25. септембра 1373. године.
1376–1379. године, и поново 1390. године, цара - савладара Манојла II и његовог оца цара Јована V су збацили са престола цар Андроник IV, а потом и његов син цар Јован VII, али је Манојло II лично победио свог синовца уз помоћ Венецијанске Републике 1390. године. Иако је цар Јован V био враћен на трон, Манојло II је био принуђен да оде као почасни талац на двор османског султана Бајазита I у Пруси (Бурса). Током свог боравка, Манојло II је био приморан да учествује у османском походу у којем је освојена Филаделфија, последња византијска енклава у Анадолији.

### Опсада Цариграда и писма европским дворовима
Пошто је чуо за очеву смрт у фебруару 1391. године, цар Манојло II Палеолог је побегао са османског двора и обезбедио престоницу од било каквог потенцијалног напада његовог синовца Јована VII. Након Манојловог крунисања, османски султан Бајазит I је у почетку био задовољан тиме што је оставио Византију у релативном миру. Међутим, 1393. године, је избила велика побуна у Бугарској која је, иако су је Османлије успешно угушиле, довела до тога да султан Бајазит I упадне у епизоду параноје у којој је веровао да његови различити хришћански вазали кују заверу против њега. Султан Бајазит I је позвао све своје хришћанске вазале на састанак у Сер, са намером да их масакрира, одлука на коју је попустио тек у последњем тренутку. Каже се да је ова епизода потресла све хришћанске вазалне владаре и убедила цара Манојла II да континуирано повлачење према Османлијама није гаранција његове личне безбедности или опстанка царства и да се морају уложити напори да се добије помоћ Запада.
Султан Бајазит I опсео је Константинопољ од 1394. до 1402. године. У међувремену, анти-османски крсташки рат предвођен угарским краљем Сигисмундом Луксембуршким пропао је у бици код Никопоља 25. септембра 1396. године, цар Манојло II је послао 10 бродова да помогну у том крсташком рату. Октобра 1397. године, Теодор Кантакузин, Манојлов ујак, заједно са Јованом од Натале стигао је на двор краља Шарла VI од Француске, носећи царева писма (од 1. јула 1397. године) у којима се тражи војна помоћ француског краља. Поред тога, краљ Шарл VI  је такође обезбедио средства двојици племића да се лече код енглеског краља Ричарда II у априлу 1398. године, са циљем да траже даљу помоћ. Међутим, краљ Ричард II је у овом тренутку био превише заокупљен домаћим невољама да би пружио било какву подршку.
Међутим, двојица племића су се вратила кући са маршалом Француске Жаном II Ле Мејнром који је послат из Ег Морта са шест бродова са 1.200 људи да помогну цару Манојлу II. Маршал их је охрабрио да лично оду да траже помоћ против Османског царства на дворове западне Европе. После неких пет година опсаде, цар Манојло II поверио је град свом синовцу, уз помоћ француског гарнизона од 300 људи на челу са сењор Жан де Шатеауморандом и кренуо (заједно са свитом од 40 људи) на дуго путовање у иностранство заједно са маршалом.

### Царево путовање на Запад
Дана 10. децембра 1399. године, цар Манојло II је кренуо на своје путовање започевши пловидбу ка Мореји, где је оставио жену и децу код брата деспота Теодора I Палеолога да би се заштитио од намера свог синовца. Касније се искрцао у Венецији у априлу 1400. године, затим је отишао у Падову, Виченцу и Павију, све док није стигао до Милана, где се састао са војводом Ђан Галеацом Висконтијем и његовим блиским пријатељем Манојлом Хрисолором. Након тога, састао се са Шарлом VI од Француске у Шарентону 3. јуна 1400. године. Током свог боравка у Француској, цар Манојло II је наставио да контактира са европским монарсима.
Према Мишелу Пинтоану који је забележио посету Паризу:
"Тада краљ подиже капу, а цар подиже царску капу – није имао шешира – и обојица се на најчаснији начин поздравише. Када је дочекао [цара], краљ га је отпратио у Париз, јашући раме уз раме. Пратили су их Принчеви од крви који су, када се банкет у краљевској палати завршио, испратили [цара] до конака који су му били припремљени у замку Лувр".
У децембру 1400. године, отпутовао је у Енглеску да упозна краља Хенрија IV од Енглеске који га је примио у Блекхиту 21. тог месеца, чиме је постао једини византијски цар који је икада посетио Енглеску, где је остао у палати Елтам до средине фебруара. 1401. године, и одржан је витешки турнир у његову част. Поред тога, добио је 2.000 фунти, у којима је потврдио пријем средстава у латиничном документу и запечатио га сопственим златним печатом.
Томас Волсингем је писао о посети цара Манојла II Енглеској:
"У исто време цариградски цар је посетио Енглеску да затражи помоћ против Турака. Краљ са импозантном пратњом, дочекао га је у Блекхиту на празник Светог Томе [21. децембра], приредио је тако великом хероју прикладну добродошлицу и отпратио га у Лондон. Тамо га је много дана краљевски угостио, плаћајући трошкове царског боравка и великим поклонима исказујући поштовање према личности таквог еминенције".
Штавише, Адам од Уска је забележио:
"На празник Светог апостола Томе [21. децембра], цар Грка је посетио енглеског краља у Лондону да тражи помоћ против Сарацена, и био је часно примљен од њега, боравећи код њега пуна два месеца уз огромне трошкове за краља, и обасут је даровима на његовом одласку. Овај цар и његови људи су увек ишли једнолично обучени у дугачке хаљине резане попут табарда које су све биле једне боје, наиме беле, и у великој мери нису одобравали моду и варијанте одеће коју су носили Енглези, изјављујући да она означавају непостојаност и превртљивост срца. Ниједан бријач никада није дотакао главе или браде његових свештеника. Ови Грци су били изузетно побожни у својим верским службама, јер су их витезови или свештеници певали на различите начине, јер су певали на њиховом матерњем језику. Помислио сам у себи како је тужно што је овај велики хришћански вођа са удаљеног истока био натеран снагом неверника да посети далека острва на западу како би потражио помоћ против њих.
Међутим, цар Манојло II је послао писмо свом пријатељу Манојлу Хрисолору, описујући своју посету Енглеској:
"Шта је сада разлог за ово писмо? Дошао нам је велики број писама са свих страна са одличним и дивним обећањима, али најважнији је владар код кога сада боравимо, краљ Велике Британије, другог цивилизованог света, могло би се рећи, који обилује у толиким добрим особинама и окићен је свакојаким врлинама. Његова репутација изазива дивљење људи који га нису срели, док за оне који су га једном видели, он сјајно доказује да Слава и није богиња, јер она не може да покаже човека тако великог као што то чини стварно искуство. Овај владар је, дакле, најславнији због свог положаја, најславнији такође, због своје интелигенције; његова моћ задивљује свакога, а његово разумевање стиче му пријатеље; свима пружа руку и на сваки начин се ставља у службу онима којима је помоћ потребна. А сада је, у складу са својом природом, направио себи виртуелно уточиште за нас усред двоструке олује, оне сезонске и оне среће, а ми смо нашли уточиште у самом човеку и његовом карактеру. Његов разговор је прилично шармантан; он нам у сваком погледу прија; он нас у највећој мери поштује и не мање воли. Иако је отишао у крајност у свему што је учинио за нас, чини се да скоро поцрвене у уверењу – у томе је сам – да је можда у великој мери пропустио оно што је требало да уради. Овако је човек великодушан."
Цар Манојло II се касније вратио у Француску са великом надом у значајну помоћ и средства за Цариград. У међувремену је послао делегације са реликвијама, укључујући делове Христове тунике и комадић Светог сунђера, папи Бонифацију IX и антипапи Бенедикту XIII, краљици Маргарети I од Данске, краљу Мартину I од Арагона и краљу Карлу III од Наваре да траже даљу помоћ. На крају је напустио Француску 23. новембра 1402. године, и коначно се вратио у Цариград у јуну 1403. године.

### Обновљене османске опсаде
Османлије под султаном Бајазитом I су и саме биле жестоко поражене од кана Тимура у бици код Анкаре 1402. године. Док су се Бајазитови синови борили један против другог око престола у Османском грађанском рату, цар Јован VII је успео да обезбеди повратак европске обале Мраморног мора и Солуна Византијском царству Галипољским уговором. Када се цар Манојло II вратио кући 1403. године, његов синовац је прописно предао контролу над Константинопољем и као награду добио управу над тек повраћеним Солуном. Уговор је такође повратио Османлијама Месемврију (1403–1453), Варну (1403–1415) и Мраморну обалу од Скадра до Никомедије (између 1403–1421).
Међутим, цар Манојло II је одржао контакт са Венецијом, Ђеновом, Паризом и Арагоном, тако што је послао изасланика Манојла Хрисолора 1407–1408., покушавајући да формира коалицију против Османлија.
Дана 25. јула 1414. године, са флотом која се састојала од четири галије и још два брода са контингентима пешадије и коњице, кренула је из Цариграда за Солун. Сврха ових снага убрзо је постала јасна када се он ненајављено зауставио на Тасосу, иначе неважном острву које је тада било под претњом сина господара Лезбоса, Франческа II Гатилузија. Цару Манојлу II је требало три месеца да поново потврди царску власт на острву. Тек тада је наставио пут Солуна, где га је срдачно дочекао син Андроник, који је тада управљао градом.
У пролеће 1415. године, он и његови војници кренули су на Пелопонез, стигавши у малу луку Кенчерај на Велики петак, 29. марта. Цар Манојло II Палеолог је користио своје време тамо да ојача одбрану Деспотовине Мореје, где се Византијско царство заправо ширило на рачун остатака Латинског царства. Овде је цар Манојло II надгледао изградњу Хексамилиона (зид од шест миља) преко Коринтске превлаке, намењен за одбрану Пелопонеза од Османлија.
Цар Манојло II је био у пријатељским односима са победником у оманском грађанском рату, султаном Мехмедом I (1402–1421), али његови покушаји да се меша у следећу спорну сукцесију довели су до нове опсаде Цариграда од стране султана Мурата II (1421–1451) 1422. године. Током последњих година свог живота, цар Манојло II је препустио већину службених дужности свом сину и наследнику цару - савладару Јовану VIII Палеологу, цар Манојло II се вратио на Запад тражећи помоћ против Османлија, овога пута од угарског краља Сигисмунда, боравио је два месеца на његовом двору у Будиму. Краљ Сигисмунд (након што је претрпео пораз од Турака у бици код Никопоља 1396. године), никада није одбацио могућност борбе против Османског царства. Међутим, са хуситским ратовима у Чешкој није било могуће рачунати на чешку или немачку војску, а мађарска је била потребна за заштиту Краљевине Угарске и контролу верских сукоба. Несрећно се цар Манојло II вратио кући празних руку из Угарске краљевине, а 1424. године, он и његов син били су принуђени да потпишу неповољан мировни уговор са Турцима Османлијама, којим је Византијско царство морало да плаћа данак султану.

## Смрт
Цара Манојла II је 1. октобра 1422. године, паралисао мождани удар, али његов ум није био погођен и он је наставио да влада још три године. Проживео је своје последње дане као монах, узевши име Матеј. Умро је 21. јула 1425. године у 75. години и сахрањен је у манастиру Христа Пантократора у Цариграду.

## Књижевна дела
Цар Манојло II је био аутор бројних дела различитог списа, укључујући писма, песме, Житије светитеља, расправе о теологији и реторици, као и епитаф за свог брата деспота Теодора I Палеолога и огледало принчева за његовог сина и наследника Јована. Ово огледало принчева има посебну вредност, јер је последњи примерак овог књижевног жанра који су нам завештали Византинци.

## Порекло и породица
Цар Манојло II је био други син цара Јована  Палеолога и царице Јелена Кантакузин која је била ћерка цара Јована VI Кантакузина (1341—1354) и царице Ирине Асен. Они су поред њега имали још четворо деце.
| Име         | Живео           | Титула          | Владао                 |
| ----------- | --------------- | --------------- | ---------------------- |
| Андроник (IV) | 1348 — 1385.    | византијски цар | Византијом (1376—1379) |
| Михајло     | —-->            | деспот          |                        |
| Теодор (I)   | (око 1355—1407) | морејски деспот | Морејом (1382—1407)    |
| Ирина       | —-->            |                 |                        |

Био је ожењен Јеленом Драгаш, ћерком Константина Драгаша (Дејановића), обласног господара који је владао источном Македонијом који је по мајчиној линији био унук краља Србије Стефана Дечанског Немањића (1322—1331) чија се ћерка удала за севастократора Дејана (родоначелника Дејановића). Цар Манојло II Палеолог и царица Јелена Дејановић имали су неколико деце:
| Име           | Живео                     | Титула              | Владао |
| ------------- | ------------------------- | ------------------- | --- |
| Ћерка         |                           |                     | Помиње се као најстарија ћерка али није именована.                                                                      |
| Јован (VIII)      | 18.12.1392. - 31.10.1448. | византијски цар     | Византијом (од 1421. као савладар, самостално 1425—1448)                                                                |
| Теодор (II)   | (1396—1448)               | морејски деспот     | Морејом (1407—1443) |
| Константин (XI) | (8.2.1404 - 29.5.1453)    | деспот, регент, цар | Византијом (регент 1423—1424. и 1437—1439, цар 1449—1453), Морејом (удеони деспот 1428—1443, врховни деспот 1443—1449), |
| Андроник      | (1403—1429)               | деспот              | Солуном (1408—1423) |
| Ћерка         |                           |                     | Такође није наведено име у тексту.                                                                                      |
| Димитрије     | (1406—1470)               | морејски деспот     | Морејом (1449—1460) |
| Тома          | (1409 - 12.5.1465)        | морејски деспот     | Морејом (1428—1460) |
| Константин    | (1393/1397 — 1400/1405)   |                     | Умро у Монемвасији. |
| Михајло       | (1406/1407 — 1409/1410)   |                     | Умро од куге. |

Његова ванбрачна ћерка била је Забија.

## Контроверза папе Бенедикта XVI
У предавању одржаном 12. септембра 2006. године, папа Бенедикт XVI је цитирао дијалог за који се верује да се догодио 1391. године, између цара Манојла II и персијског научника и забележен је у књизи цара Манојла II (Дијалог 7 од двадесет шест дијалога са Персијанцем) у којем је цар изјавио: „Покажи ми шта је ново донео Мухамед и тамо ћеш наћи ствари само зле и нељудске, као што је његова заповест да се мачем шири вера коју је проповедао“.

## Галерија
Цар Манојло II како је приказан у Веома богати часови војводе од Берија:

## Породично стабло
|  |                                                 |  |  |  |  |  |  |  |  |  |  |  |  |  |  |  |
|  | 16. Андроник II Палеолог                        |  |  |  |  |  |  |  |  |  |  |  |  |  |  |  |
|  |                                                 |  |  |  |  |  |  |  |  |  |  |  |  |  |  |  |
|  |                                                 |  |  |  |  |  |  |  |  |  |  |  |  |  |  |  |
|  | 8. Михајло IX Палеолог                          |  |  |  |  |  |  |  |  |  |  |  |  |  |  |  |
|  |                                                 |  |  |  |  |  |  |  |  |  |  |  |  |  |  |  |
|  |                                                 |  |  |  |  |  |  |  |  |  |  |  |  |  |  |  |
|  | 17. Ана од Угарске                              |  |  |  |  |  |  |  |  |  |  |  |  |  |  |  |
|  |                                                 |  |  |  |  |  |  |  |  |  |  |  |  |  |  |  |
|  |                                                 |  |  |  |  |  |  |  |  |  |  |  |  |  |  |  |
|  | 4. Андроник III Палеолог                        |  |  |  |  |  |  |  |  |  |  |  |  |  |  |  |
|  |                                                 |  |  |  |  |  |  |  |  |  |  |  |  |  |  |  |
|  |                                                 |  |  |  |  |  |  |  |  |  |  |  |  |  |  |  |
|  | 18. Лав II Јерменски                            |  |  |  |  |  |  |  |  |  |  |  |  |  |  |  |
|  |                                                 |  |  |  |  |  |  |  |  |  |  |  |  |  |  |  |
|  |                                                 |  |  |  |  |  |  |  |  |  |  |  |  |  |  |  |
|  | 9. Рита од Јерменије                            |  |  |  |  |  |  |  |  |  |  |  |  |  |  |  |
|  |                                                 |  |  |  |  |  |  |  |  |  |  |  |  |  |  |  |
|  |                                                 |  |  |  |  |  |  |  |  |  |  |  |  |  |  |  |
|  | 19. Keran of Armenia                            |  |  |  |  |  |  |  |  |  |  |  |  |  |  |  |
|  |                                                 |  |  |  |  |  |  |  |  |  |  |  |  |  |  |  |
|  |                                                 |  |  |  |  |  |  |  |  |  |  |  |  |  |  |  |
|  | 2. Јован V Палеолог                             |  |  |  |  |  |  |  |  |  |  |  |  |  |  |  |
|  |                                                 |  |  |  |  |  |  |  |  |  |  |  |  |  |  |  |
|  |                                                 |  |  |  |  |  |  |  |  |  |  |  |  |  |  |  |
|  | 20. Thomas II, Count of Piedmont                |  |  |  |  |  |  |  |  |  |  |  |  |  |  |  |
|  |                                                 |  |  |  |  |  |  |  |  |  |  |  |  |  |  |  |
|  |                                                 |  |  |  |  |  |  |  |  |  |  |  |  |  |  |  |
|  | 10. Амедео V од Савоје                          |  |  |  |  |  |  |  |  |  |  |  |  |  |  |  |
|  |                                                 |  |  |  |  |  |  |  |  |  |  |  |  |  |  |  |
|  |                                                 |  |  |  |  |  |  |  |  |  |  |  |  |  |  |  |
|  | 21. Beatrice di Fieschi                         |  |  |  |  |  |  |  |  |  |  |  |  |  |  |  |
|  |                                                 |  |  |  |  |  |  |  |  |  |  |  |  |  |  |  |
|  |                                                 |  |  |  |  |  |  |  |  |  |  |  |  |  |  |  |
|  | 5. Ана Савојска                                 |  |  |  |  |  |  |  |  |  |  |  |  |  |  |  |
|  |                                                 |  |  |  |  |  |  |  |  |  |  |  |  |  |  |  |
|  |                                                 |  |  |  |  |  |  |  |  |  |  |  |  |  |  |  |
|  | 22. Јован I, војвода Брабанта                   |  |  |  |  |  |  |  |  |  |  |  |  |  |  |  |
|  |                                                 |  |  |  |  |  |  |  |  |  |  |  |  |  |  |  |
|  |                                                 |  |  |  |  |  |  |  |  |  |  |  |  |  |  |  |
|  | 11. Марија од Брабанта                          |  |  |  |  |  |  |  |  |  |  |  |  |  |  |  |
|  |                                                 |  |  |  |  |  |  |  |  |  |  |  |  |  |  |  |
|  |                                                 |  |  |  |  |  |  |  |  |  |  |  |  |  |  |  |
|  | 23. Маргарета од Фландрије, војвоткиња Брабанта |  |  |  |  |  |  |  |  |  |  |  |  |  |  |  |
|  |                                                 |  |  |  |  |  |  |  |  |  |  |  |  |  |  |  |
|  |                                                 |  |  |  |  |  |  |  |  |  |  |  |  |  |  |  |
|  | 1. Манојло II Палеолог                          |  |  |  |  |  |  |  |  |  |  |  |  |  |  |  |
|  |                                                 |  |  |  |  |  |  |  |  |  |  |  |  |  |  |  |
|  |                                                 |  |  |  |  |  |  |  |  |  |  |  |  |  |  |  |
|  | 12. Михајло Кантакузин                          |  |  |  |  |  |  |  |  |  |  |  |  |  |  |  |
|  |                                                 |  |  |  |  |  |  |  |  |  |  |  |  |  |  |  |
|  |                                                 |  |  |  |  |  |  |  |  |  |  |  |  |  |  |  |
|  | 6. Јован VI Кантакузин                          |  |  |  |  |  |  |  |  |  |  |  |  |  |  |  |
|  |                                                 |  |  |  |  |  |  |  |  |  |  |  |  |  |  |  |
|  |                                                 |  |  |  |  |  |  |  |  |  |  |  |  |  |  |  |
|  | 13. Theodora Palaiologina Angelina Kantakouzene |  |  |  |  |  |  |  |  |  |  |  |  |  |  |  |
|  |                                                 |  |  |  |  |  |  |  |  |  |  |  |  |  |  |  |
|  |                                                 |  |  |  |  |  |  |  |  |  |  |  |  |  |  |  |
|  | 3. Јелена Кантакузин                            |  |  |  |  |  |  |  |  |  |  |  |  |  |  |  |
|  |                                                 |  |  |  |  |  |  |  |  |  |  |  |  |  |  |  |
|  |                                                 |  |  |  |  |  |  |  |  |  |  |  |  |  |  |  |
|  | 28. Јован Асен III                              |  |  |  |  |  |  |  |  |  |  |  |  |  |  |  |
|  |                                                 |  |  |  |  |  |  |  |  |  |  |  |  |  |  |  |
|  |                                                 |  |  |  |  |  |  |  |  |  |  |  |  |  |  |  |
|  | 14. Андроник Асен                               |  |  |  |  |  |  |  |  |  |  |  |  |  |  |  |
|  |                                                 |  |  |  |  |  |  |  |  |  |  |  |  |  |  |  |
|  |                                                 |  |  |  |  |  |  |  |  |  |  |  |  |  |  |  |
|  | 29. Ирина Палеолог                              |  |  |  |  |  |  |  |  |  |  |  |  |  |  |  |
|  |                                                 |  |  |  |  |  |  |  |  |  |  |  |  |  |  |  |
|  |                                                 |  |  |  |  |  |  |  |  |  |  |  |  |  |  |  |
|  | 7. Ирина Асен                                   |  |  |  |  |  |  |  |  |  |  |  |  |  |  |  |
|  |                                                 |  |  |  |  |  |  |  |  |  |  |  |  |  |  |  |
|  |                                                 |  |  |  |  |  |  |  |  |  |  |  |  |  |  |  |